# Флаг Адмиралтейского округа
Флаг внутригородского муниципального образования муниципальный округ Адмиралтейский округ в Адмиралтейском районе города Санкт-Петербурга Российской Федерации — опознавательно-правовой знак, служащий официальным символом муниципального образования.
Флаг утверждён 23 декабря 2005 года и внесён в Государственный геральдический регистр Российской Федерации с присвоением регистрационного номера 2113.

## Описание
«Флаг муниципального образования муниципальный округ Адмиралтейский округ представляет собой прямоугольное полотнище с отношением ширины флага к длине — 2:3, воспроизводящее композицию герба муниципального образования муниципальный округ Адмиралтейский округ в голубом, красном, жёлтом и белом цветах».
Геральдическое описание герба гласит: «В золотом поле на лазоревой (синей, голубой) волнистой оконечности червлёный (красный) трёхмачтовый парусный корабль эпохи Петра I (двухдечный линейный корабль) на всех парусах, с лазоревыми (синими, голубыми) парусами; с флюгерами, пересечёнными серебром и червленью на фок-мачте и бизань-мачте; на грот-мачте развевающийся генерал-адмиральский флаг 1710-х годов, таковые же на корме и бушприте, сопровождаемый на грот-мачте плавучим двойным серебряным вымпелом о двух косицах, обременённым лазоревым (синим, голубым) укороченным косым крестом».

## Символика
Флаг составлен на основании герба муниципального образования муниципальный округ Адмиралтейский округ, в соответствии с традициями и правилами вексиллологии и отражает исторические, культурные, социально-экономические, национальные и иные местные традиции.